# Топонимия Тамбовской области

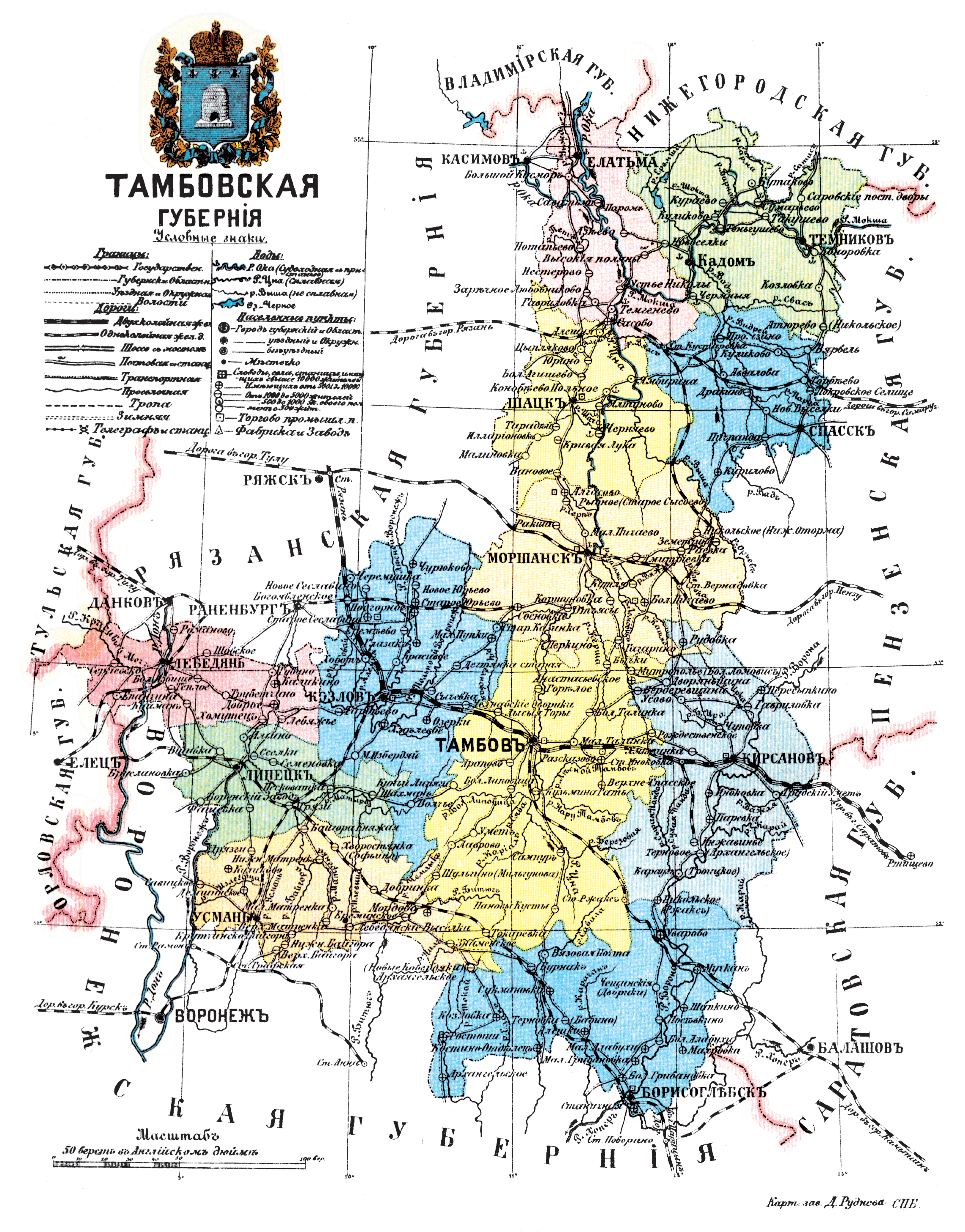
Карта Тамбовской губернии (1913)

Топонимия Тамбовской области — совокупность географических названий, включающая наименования природных и культурных объектов на территории Тамбовской области.
Первоначально на Тамбовщине существовали Тамбовский и Козловский уезды. В ходе административных реформ Петра I в 1708 и 1719 годах они вошли в состав Азовской губернии (с 1725 года — Воронежской губернии). В 1779 году по новому административному делению возникает Тамбовское наместничество, а с 1796 года — Тамбовская губерния, которая почти без изменений сохранилась до 1928 года. 16 июля 1928 года в СССР состоялся переход на областное, окружное и районное административное деление. На территории бывших Воронежской, Курской, Орловской и Тамбовской губерний была создана Центрально-Чернозёмная область (ЦЧО). Тамбов стал административным центром Тамбовского округа (ликвидирован в 1930 году).
27 сентября 1937 года из состава Воронежской и Куйбышевской областей постановлением ЦИК СССР выделена самостоятельная Тамбовская область. 15 января 1938 года Верховный Совет СССР утвердил создание области, а через полгода Верховный Совет РСФСР подтвердил данное решение.
С тех пор название области не менялось.
Неофициальные названия региона: Тамбовский край, Тамбовская земля, Тамбовщина.

## История формирования
Согласно оценке В. А. Жучкевича, Тамбовская область относится к топонимическому району «Юг Центра Европейской части России». Для этого региона характерна довольно однородная топонимия, содержащая преимущественно чистые славянские словообразовательные модели. В словообразовании наши отражение особенности заселения региона. Так, согласно исследовании М. Н. Морозовой, в Тамбовской области из 3107 топонимов лишь около 40 мордовских и порядка 30 тюркских. Названий с характерными суффиксами -ов/ев — 10,5 %, в то время как удельный вес суффиксов -овк/евк — 23,4 %.

## Состав
По состоянию на 16 декабря 2022 года, в Государственном каталоге географических названий в Тамбовской области зарегистрировано 2547 название географических объектов, в том числе — 1577 названий населённых пунктов. Ниже приводятся списки топонимов крупнейших природных объектов и населённых пунктов области с указанием их вероятной этимологии и происхождения.

### Гидронимы
Как отмечает Ю. Ю. Гордова, важной особенностью региона является то, что его территория относится к бассейнам двух крупных рек: Оки (бассейн Каспия) и Дона (бассейн Азовского моря), что находит отражение в различиях в топонимии, приуроченной к этим двум бассейнам.
- Цна — название реки (как и одноимённого притока Оки) обычно выводят из балтийского *Tъsna, сравнивая с прусск. tusnan «тихий»[7]. Менее популярна версия происхождения от др.-рус. *Дьсна «правая», сближающая название с гидронимом Десна[8].
- Ворона — в основе гидронима скорее всего лежит древнефинно-угорское слово вор, вур — «лес», ворайн (коми) — «лесная»[9].
- Савала — по мнению Э. М. Мурзаева, название реки восходит к финно-угорскому сав(а) — «ручей, вытекающий из озера». Элемент -ла, скорее всего, русифицирован — ляй-ля-ла- «река, вода»[10].
- Битюг — Г. П. Смолицкая выказывала две точки зрения на происхождение гидронима. Согласно одной из них, в основе лежит тюркское слово со значением «верблюд». Вторая точка зрения, представляющаяся более верной из-за большой протяжённости течения, выводит этимологию из тюркского «битюг/битюк» — «рослый, крепкий». Таким образом, гидроним мог означать «большая река»[11].
- Матыра — существует несколько версий о происхождении гидронима. Согласно одной из них, гидроним происходит от тюркского матурлык- «красивая», но эта точка зрения разделяется не всеми топонимистами. Есть гипотеза, что название древнерусского происхождения — слово мотыра в русскоязычных говорах означает «юла, непоседа». Возможно, что название происходит от слова мата — в говорах уральских казаков это означает «белая грязь, белесоватый ил»[12].
- Воронеж — река получила название по городу Воронеж, упоминаемому в летописи под 1147 годом, но разрушенному во время монголо-татарского нашествия. Ойконим Воронеж в Подонье был перенесен из Черниговского княжества, где он возник в IX веке как притяжательное прилагательное от личного имени Воронег (из Воро/но/нег) — «город Воронега»[13].

### Ойконимы
- Жердевка — возник как посёлок при станции Жердевка (открыта в 1869 году); название по деревне Жердевка, расположенной в 8 км от неё и называвшейся по фамилии одного из первопоселенцев — однодворца Ф. Т. Жердева. С 1954 года — город Жердевка[14].
- Кирсанов — возник в первой половине XVII века как село Кирсанова. Название в форме притяжательного прилагательного от имени первопоселенца Кирсана Зубакина (Кирсан — разговорная форма православного имени Хрисанф). С 1779 года — город Кирсанов[15].
- Котовск — возник перед Первой мировой войной при строительстве порохового завода. Официально входил в состав Тамбова и назывался посёлок Пороховой Завод, с 1930 года — Красный Боевик. В 1940 году выделен из Тамбова, преобразован в город и получил название Котовск в честь участника гражданской войны Г. И. Котовского, который в 1921 году подавлял крестьянское восстание в Тамбовской губернии[16].
- Мичуринск — возник в 1636 году как укрепление близ стана русского поселенца Семена Козлова. По его имени выросший при укреплении посёлок получил название Козлов. Это же название сохранил и город, образованный из поселка в 1779 году. В 1932 году переименован в Мичуринск в честь известного селекционера И. В. Мичурина, который жил в этом городе[17].
- Моршанск — в письменном источнике впервые упоминается в 1623 г. как село Морша. Этимология неясна. Первично, очевидно, название села, которым служит некалендарное личное имя Морша (например, в документе 1565 года упоминается некий Морша Семёнович Жерницын). С этим именем связан ряд славянских ойконимов: Морша (Самарская область), Моршинино (Свердловская область), Моршиха (Курганская область), Моршин (Львовская область, Украина). Выделение элемента -ша и отнесение названия к числу финно-угорских неубедительно. В 1779 году село преобразовано в город с названием Моршанск[18].
- Рассказово — основан в конце XVII века как село Рассказово; название по фамилии первопоселенца, моршанского крестьянина Степана Рассказова. С 1926 года — город Рассказово[19].
- Тамбов — основан в 1636 году как укрепление. Для его строительства было определено место на реке Цне напротив устья реки Тамбов (ныне Лесной Тамбов). Однако это место оказалось неудобным и город был построен на 20 верст ниже по Цне, но с сохранением названия по первоначальному ориентиру реке Тамбов. Название реки дорусское, его объясняют из мордовского томбакс- «топкий» или древнефинского tamb — «дуб»[20].
- Уварово — возник как село Уварово в конце XVII века. Название по фамилии Уваров. С 1966 года — город Уварово[21].

### Книги
- Словарь гидронимов Тамбовской области / Дмитриева Л.И.. — Тамбов: Издательство ТГУ, 2000. — 40 с.
- Дмитриева Л. И., Щербак А. С. Ономастика Тамбовской области:опыт энциклопедии. — Тамбов: Издательство ТГУ, 2001. — 113 с.
- Дмитриева Л. И. Топонимы Тамбовской области: культурно-социальный аспект. — Тамбов: Издательство ТГУ, 2002. — 52 с.
- Жучкевич В.А. Общая топонимика. Издание 2-е, исправленное и  дополненное. — Минск: Вышэйная школа, 1968. — С. 432.
- Мурзаев Э.М. Словарь народных географических терминов. — М.: Мысль, 1984. — 653 с.
- Поспелов Е. М. Географические названия России. Топонимический словарь. — М.: Астрель, 2008. — 523 с. — 1500 экз. — ISBN 978-5-271-20729-7.

### Диссертации
- Топоркова, Ираида Владимировна. Гидронимы Тамбовской области в ономастическом пространстве : диссертация ... кандидата филологических наук : 10.02.01. - Тамбов, 2006. - 191 с.